# Phaenolobus kuroashii
Phaenolobus kuroashii är en stekelart som beskrevs av Tohru Uchida 1955. Phaenolobus kuroashii ingår i släktet Phaenolobus och familjen brokparasitsteklar. Inga underarter finns listade i Catalogue of Life.